# فريتز هورن
فريتز هورن (بالألمانية: Fritz Horn)‏ هو لاعب هوكي الحقل ألماني، (و. 1909  م).

## وصلات خارجية
- فريتز هورن على موقع أوليمبيديا (الإنجليزية)